# SV Höngg
Der SV Höngg ist ein Fussballklub mit den Klubfarben Rot und Blau aus dem Zürcher Stadtquartier Höngg. Der Verein entstand 1941 aus einer Fusion des ehemaligen Fussballclubs Höngg und des Sportclubs Talchern. In der Saison 2004/05 schaffte Höngg den Aufstieg in die 2. Liga interregional. Dem Quartierverein gelang in der Folge sogar drei Mal (2008, 2011 und 2017) der Aufstieg in die 1. Liga. Dazwischen spielte man in der Saison 2010/11 sowie 2014–17 wieder in der 2. Liga Interregional.

## Stadion
SV Höngg trägt seine Heimspiele in der Sportanlage «Hönggerberg» aus.